# Pierre Menue
Il Pierre Menue (Aiguille de Scolette in francese), che tradotto significa pietra minuta, è una montagna delle Alpi Cozie.

## Descrizione

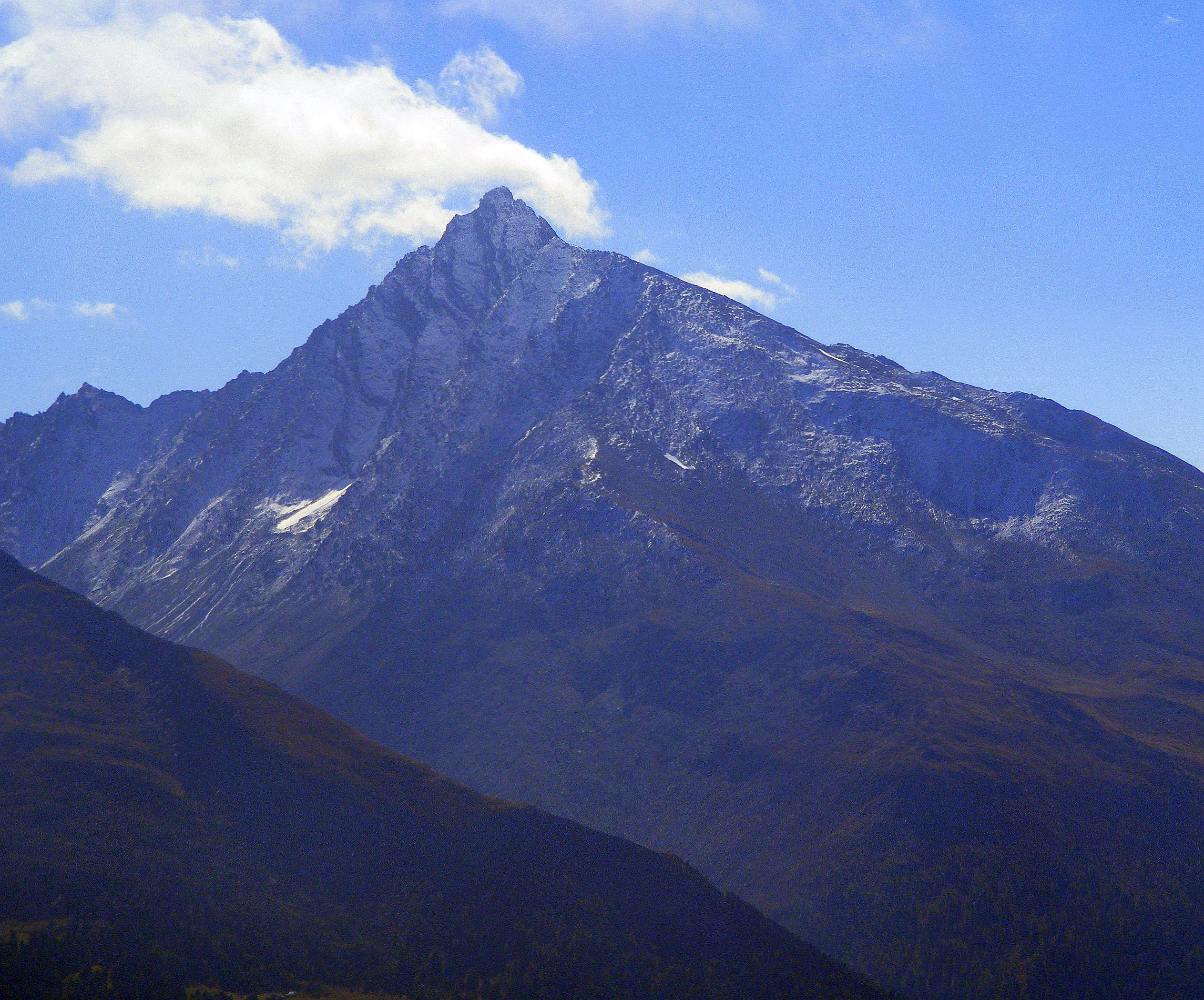
Il versante settentrionale visto dal vallone di Aussois

La Pierre Menue si trova lungo la linea di confine tra l'Italia e la Francia. Raggiungendo l'altezza di 3.506 m resta la seconda vetta in ordine di altezza delle Alpi Cozie dopo il Monviso e le sue cime satelliti. Dal versante italiano la vetta domina il paese di Bardonecchia nella Val di Susa, presentandosi come una elegante piramide di roccia.

## Ascesa alla vetta

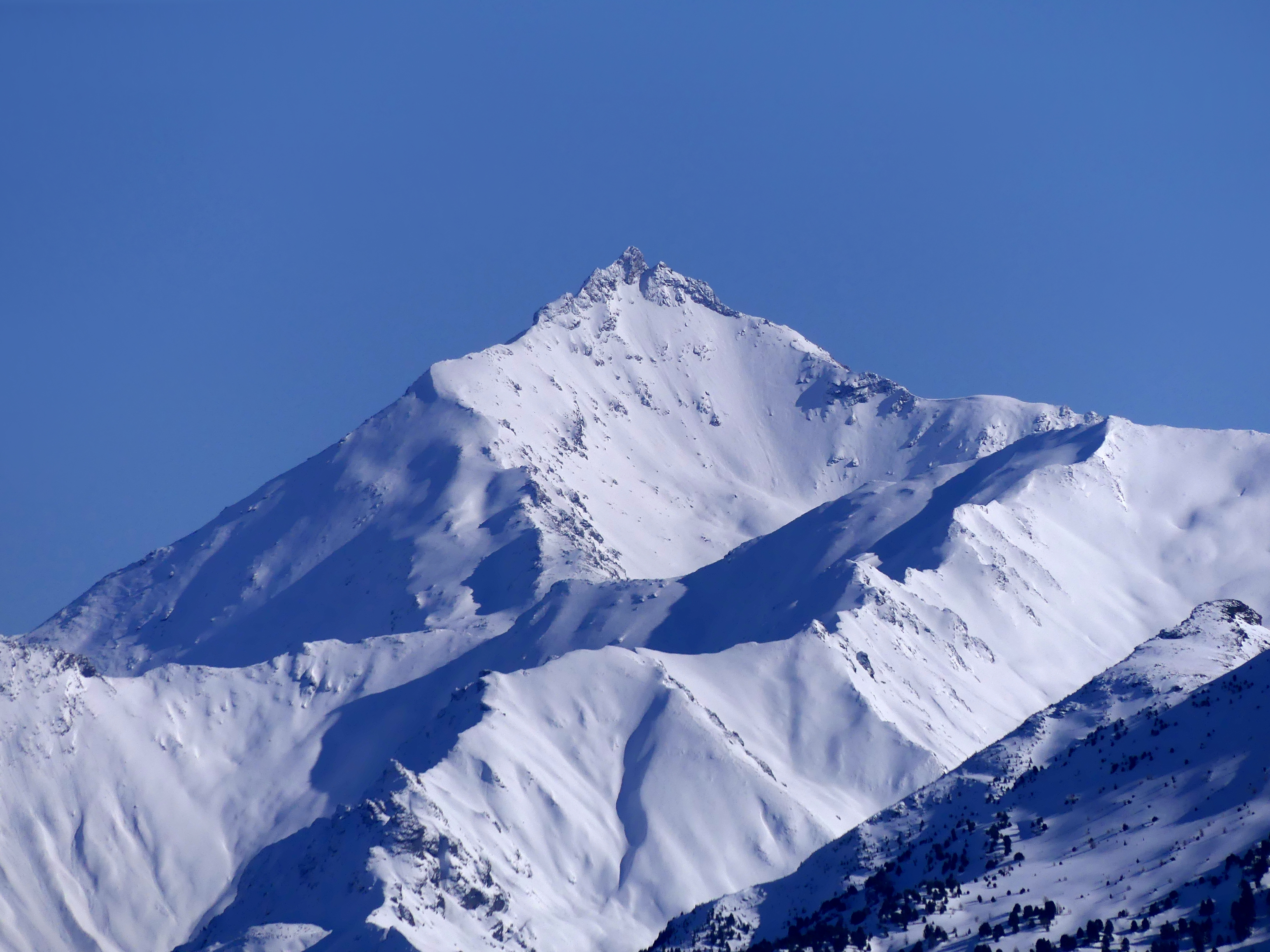
La montagna d'inverno

L'ascesa alla vetta, da tutti i suoi versanti, può essere impegnativa ed è di carattere alpinistico.
La via normale è in genere considerata quella che passa per il Colle della Pelouse e percorre poi la cresta sud-ovest e il versante occidentale.

## Punti d'appoggio
- Rifugio Camillo Scarfiotti.